# Édouard Mény de Marangue
Pour les articles homonymes, voir Mény (homonymie).
Édouard Marie Marc Mény est un joueur français de tennis né le 30 novembre 1882 à Paris VI et mort le 23 janvier 1967 à Beaulieu-sur-Mer. Médaillé de Bronze, Chevalier de la Légion d'honneur et Croix de guerre 1914-1918.

## Biographie
Édouard Mény est fils d'Alice Victoire Emilie Boulangé et Georges Mény, chef de bureau d'assurances La Nationale-Vie.
Il était docteur en droit.
Marc Mény de Marangue était compositeur de musique.
Édouard Marie Marc Mény est né à domicile au 176 boulevard Saint-Germain à 9 heures 15 et son frère jumeau Felix Marie Albert à 9 heures 20 ; ce dernier est décédé le 24 février 1883.
Il a une sœur, Amélie Marie Marguerite, née le 3 décembre 1886 à Paris VI et décédée à 54 ans le 7 février 1941 à Fontenay le Comte, veuve de André Joseph Ernest Martin Mort pour la France en 1918.
Il s'est marié le 23 avril 1912 à Paris XVI (Église Saint-Honoré-d'Eylau) avec Yvonne Léonie Félicité Leduc et a habité Garches par la suite.
Il est Chevalier de la Légion d'honneur et Croix de guerre 1914-1918,.
Il est de la famille de Jean Baptiste Édouard Mény, maire de Belfort du 14 juin 1855 au 8 octobre 1872, officier de la Légion d'honneur.
On trouve un Marc Mény de Marangue membre du conseil du Collège bardique des Gaules en 1933.
Il est décédé le 23 janvier 1967 à Beaulieu-sur-Mer sur la Côte d'Azur sous le nom de Mény dit De Marangue.

## Carrière

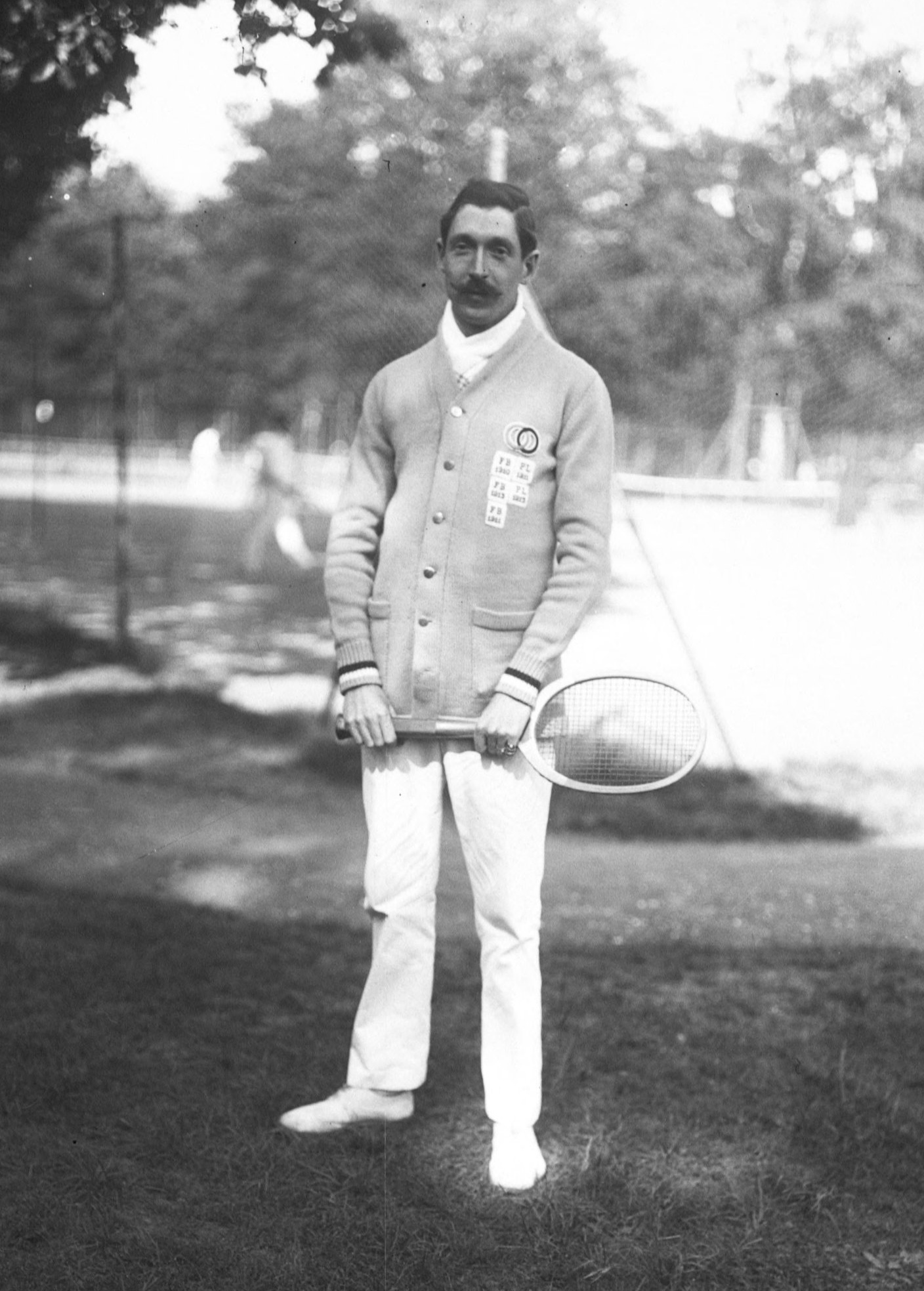
Mény au Racing Club de France à Paris en 1912.

Meny atteint le 2e tour du Championnats de France sur court couvert 1907, perdu contre D. P. Rhodes (5-7, 6-1, 6-3) et le 3e en 1910, perdu contre Arthur Lowe (6-2, 0-6, 6-3).

Demi-finaliste du championnat de France 1908 (ancêtre officiel de Roland-Garros), perdu contre Max Decugis (1-6, 1-6) et le 2e tour 1910, perdu contre Maurice Germot (6-2, 2-6, 6-4).
M. Mény perd au premier tour du tournoi de Bordeaux en 1908 contre Henri de Clouet par forfait et perd également au 1er tour du Championnats de France sur court couvert 1908 contre Arthur Lowe (3-6, 6-0, 7-5).
Meny remporte le double mixte aux côtés de sa partenaire M. Meny (probablement sa sœur cadette Marguerite Mény) au championnat de France 1910 et atteint la finale en 1911.
Il est forfait face à Curt von Wessely pour le premier tour de l'inaugural Championnats du monde sur terre battue de 1912.
Meny fait partie de l'équipe de France lors de la rencontre face à la Belgique, à la Croix-Catelan, les 16 et 17 mai 1912, remportée par la France 10 matchs contre 1,.
Édouard Marie Marc Meny de Marangue remporte la médaille de bronze en double messieurs avec Albert Canet lors du match pour la troisième place face à la paire bohémienne Jaroslav Just / Ladislav Žemla (13-11, 6-3, 8-6) aux Jeux olympiques d'été de 1912 à Stockholm après leur défaite en demi-finale contre la paire autrichienne Arthur Zborzil / Fritz Pipes, qui finira médaillée d'argent (5-7, 6-2, 6-3, 8-10, 8-10). Il perd au premier tour (1/32) dans le tournoi extérieur en simple contre l'Allemand Ludwig Heyden.
En novembre 1911, Mény joue le Tournoi de tennis Paris-Londres au Tennis club de Paris, il perd contre Robert Powell mais remporte un double avec Albert Canet contre Charles Dixon et Smith.
Mény accompagné d'Albert Canet remporte un double contre la paire britannique Albert Prebble/Stanley Doust lors du Tournoi de tennis Paris-Londres 1912 opposant les meilleurs joueurs des deux villes. Participent également Maurice Germot, Max Décugis, Josiah Ritchie et Charles Dixon.
Meny est vainqueur du Championnat de France par équipes avec le Tennis club de Paris le 26 avril 1914 et le 13 mai 1920, à chaque fois contre le Racing Club de France.
Meny de Marangue perd la finale de double à Crans en 1935.

## Palmarès (partiel)

### Titre en double mixte
| No | Date       | Nom et lieu du tournoi      | Catégorie | Surface      | Partenaire      | Finalistes | Score |          |
| -- | ---------- | --------------------------- | --------- | ------------ | --------------- | ---------- | ----- | -------- |
| 1  | ??-05-1910 | Championnat de France Paris | G. Chelem | Terre (ext.) | Marguerite Mény | NC         | NC    | Parcours |

### Finale en double mixte
| No | Date       | Nom et lieu du tournoi      | Catégorie | Surface      | Vainqueurs                        | Partenaire      | Score    |          |
| -- | ---------- | --------------------------- | --------- | ------------ | --------------------------------- | --------------- | -------- | -------- |
| 1  | ??-05-1911 | Championnat de France Paris | G. Chelem | Terre (ext.) | Marguerite Broquedis André Gobert | Marguerite Mény | 6-4, 6-3 | Parcours |

## Autres titres
|   | Date | Nom et lieu du tournoi           | Cat.    | ($) | Surf.        | Partenaire   | Finalistes                   | Score           |
| 1 | 1912 | Jeux olympiques d'été, Stockholm | Olympic | 0   | Terre (ext.) | Albert Canet | Jaroslav Just Ladislav Žemla | 13-11, 6-3, 8-6 |